# Franz Daxecker
Franz Daxecker (* 24. Mai 1945 in Munderfing, Oberösterreich) ist ein österreichischer Ophthalmologe und Wissenschaftshistoriker.

## Leben und Wirken
Daxecker war von 1959 bis 1965 Schriftsetzer. Von 1965 bis 1970 besuchte er das Bundesaufbaugymnasium Horn, wo er die Matura mit Auszeichnung erlangte. Er studierte Medizin an der Universität Innsbruck und promovierte dort 1975. Im Jahr 1985 wurde er mit der Schrift Beiträge zur Biometrie des Auges habilitiert und 1993 zum tit. ao. Professor ernannt.
Ab dem 1. August 1988 war Daxecker stellvertretender Vorstand der Klinik für Augenheilkunde und Optometrie der Medizinischen Universität Innsbruck und 2006/2007 deren supplierender Vorstand.
Seine ophthalmologischen Publikationen betreffen die Refraktionsbestimmung (Brillenbestimmung) mit dem Laser, die Berechnung von Intraokularlinsen, den Einfluss der Ultraviolettstrahlung auf das Auge sowie die Therapie der Augentumore.
Daxecker publizierte intensiv zum Astronomen Christoph Scheiner, aber auch zu Oswald von Wolkenstein, Christoph Grienberger, Johann Anton Scopoli, Felice Fontana, Pietro Andrea Mattioli, Ludwig Mauthner, Richard Seefelder, Dohrmann Kaspar Pischel, Kaspar Pischel, Friedrich von Herrenschwand, Burghard Breitner und Herbert Schober. Weitere Schriften betreffen Brillendarstellungen des Mittelalters, die Geschichte der Medizinischen Universität Innsbruck sowie Heilpflanzen des Mittelalters in der Augenheilkunde. Außerdem verfasst er Beiträge zu Lexika.

## Auszeichnungen
- Ehrenmitglied der Julius-Hirschberg-Gesellschaft[4]
- Dr. Adele Rabensteiner Preis der Österreichischen Ophthalmologischen Gesellschaft (ÖOG)[5]
- 2013: Aufnahme in die Europäische Akademie der Wissenschaften und Künste[6][7]
- 2014: Verdienstmedaille des Landes Tirol[8]

## Schriften (Auswahl)
als Autor
- 125 Jahre Universitäts-Augenklinik in Innsbruck 1869–1994: Ihre Vorstände (= Forschungen zur Innsbrucker Universitätsgeschichte. Band 18). Wagner, Innsbruck 1994 (= Veröffentlichungen der Universität Innsbruck. Band 201), ISBN 3-901249-14-1.
- mit Mario Blumthaler und Walter Ambach: Ocular ultraviolet exposure from halogen lamps. Letter. In: New England Journal of Medicine. Band 326, Nr. 7, 1992, S. 494.
- mit Mario Blumthaler und Walter Ambach: Ultraviolet exposure of the cornea from sun beds. In: The Lancet. Band 344, 1994, S. 886.
- Die Geschichte des „Brückler“ in Untergaisbach. In: Oberösterreichische Heimatblätter. Jahrgang 49, Heft 2, 1995, S. 183–186 (ooegeschichte.at [PDF]).
- Brillendarstellungen der Gotik in Oberösterreich. In: Oberösterreichische Heimatblätter. Jahrgang 49, Heft 3, 1995, S. 203–207 (ooegeschichte.at [PDF])
- Daxeck, Aicheck und der Familienname Daxecker. In: Das Bundwerk. Schriftenreihe des Innviertler Kulturkreises, Heft 10, 1995, S. 20–23.
- Das Hauptwerk des Astronomen P. Christoph Scheiner SJ „Rosa Ursina sive Sol“: Eine Zusammenfassung (= Berichte des Naturwissenschaftlich-Medizinischen Vereins in Innsbruck. Supplementum 13). Wagner, Innsbruck 1996, ISBN 3-7030-0300-6.
- Der Wegbach (Hainbach) und der Hungerbach (Hummelbach) in Philipp Apians Topographie von Bayern. In: Das Bundwerk, Schriftenreihe des Innviertler Kulturkreises. Heft 11, 1996, 35–36.
- mit Markus Nagl (Erstautor), Bruno Miller, Hanno Ulmer, Waldemar Gottardi: Tolerance of N-chlorotaurine, an endogenous antimicrobial agent, in the rabbit and human eye - a phase I clinical trial. In: Journal of Ocular Pharmacology and Therapeutics, 14/3, S. 283–290 (1998).
- Old news in Ophthalmology. In: The Lancet. Supplement, Band 354, 1999, S. 43.
- mit Peter Frieß, Rita Haub, Julius Oswald: Sonne entdecken: Christoph Scheiner 1575–1650. Red.: Beatrix Schönewald. Stadtmuseum, Ingolstadt 2000, ISBN 3-932113-29-2.
- Der Familienname Daxecker. In: Oberösterreichische Heimatblätter. Heft. 3/4, 2001, S. 153–158.
- Munderfing in alten Ansichten und Urkunden. Selbstverlag, Innsbruck 2002, ISBN 3-9500787-0-3.
- Die Klinik für Augenheilkunde und Optometrie der Universität Innsbruck von 1980 bis 2000: Vorstand: Univ.-Prof. Dr. Wolfgang Göttinger. Universität Innsbruck 2002 (= Veröffentlichungen der Universität Innsbruck. Band 239), ISBN 3-901249-52-4.
- Heilpflanzen bei Augenerkrankungen im Wiener Dioskurides (Codex Constantinopolitanus, Codex Juliane Anikae). In: Mitteilungen der Julius Hirschberg Gesellschaft zur Geschichte der Augenheilkunde. Band 5, Verlag Königshausen & Neumann, Würzburg 2003, ISBN 978-3-8260-3517-3, S. 39–48.
- Heilpflanzen der Augenheilkunde in der Dioskurides-Übersetzung (Materia medica) des Pietro Andrea Matthioli. In: Mitteilungen der Julius Hirschberg Gesellschaft zur Geschichte der Augenheilkunde. Band 11, Verlag Königshausen & Neumann 2009, ISBN 978-3-8260-5500-3, S. 343–355.
- The Physicist and Astronomer Christoph Scheiner: Biography, Letters, Works (= Veröffentlichungen der Universität Innsbruck. Band 246). Universität Innsbruck 2004, ISBN 3-901249-69-9.
- Christoph Scheiner’s Main Work „Rosa Ursina sive Sol“. In: Acta Universitatis Carolinae – Mathematica et Physica. 46, Suppl., 2005, S. 27–140.
- Die Römerstraße von Straßwalchen bis Munderfing. In: Oberösterreichische Heimatblätter. Heft 3/4, 2005, S. 251–254.
- Der Physiker und Astronom Christoph Scheiner. Wagner, Innsbruck 2006, ISBN 3-7030-0424-X.
- F. X. Huber: Historiker, Publizist und Zeitzeuge aus dem Innviertel. In: Oberösterreichische Heimatblätter, Heft 1/2, 2010, S. 63–67.
- Die Innviertler Wundarztfamilie Mozart – Eine genealogische Spurensuche. In: Oberösterreichische Heimatblätter. Jahrgang 65, Heft 1/2, Linz 2011, S. 53–62 (land-oberoesterreich.gv.at [PDF]).
- Leonardo da Vinci und das Sehen. In: Klin Mbl Augenheilk. 230, 2013, S. 736–737.
- Augenerkrankungen im Lorscher Arzneibuch. In: Frank Krogmann (Hrsg.): Mitteilungen der Julius-Hirschberg-Gesellschaft zur Geschichte der Augenheilkunde. Königshausen & Neumann, Würzburg 2013, ISBN 978-3-8260-5251-4, S. 321–335.
- Burg Friedburg/Braunau: Wiederentdecktes Urbar erschließt neue Forschungsquellen. In: Oberösterreichische Heimatblätter. Jahrgang 69, Heft 3/4, Linz 2015, S. 117–122 (land-oberoesterreich.gv.at [PDF]).
- Oswald Thomas. In: Neue Deutsche Biographie. Vol. 26, 2016, Sp. 185–186 (ndb.badw-muenchen.de).
- Der Bau des Keplerschen Fernrohres mit Projektion durch Christoph Scheiner. In: Sammelblatt des Historischen Vereins Ingolstadt, Jg. 126, 2017, S. 27–33.
- Eine retrospektive chronobiologische Untersuchung der Sonnenfleckenzyklen bei Christoph Scheiner. In: Acta Historica Astronomiae. 64, 2018, S. 351–356.
- ‚Magnitudine, claritate & amplitudine incredibili‘. Der Bau des Keplerschen Fernrohres durch Christoph Scheiner. In: Acta Historica Astronomiae. Vol 66, Beiträge zur Astronomiegeschichte. Band 14, 2019, S. 65–72.
- Motus perpetuus circularis. Die immerwährende Umkreisung der Erde durch die Sonne bei Christoph Scheiner, Sammelblatt des Historischen Vereins Ingolstadt,  Jg. 131, 2022, S. 189–194.
- Der Schriftwechsel zwischen Galileo Galilei und dem Tiroler Landesfürsten Erzherzog Leopold V. In: Acta Historica Astronomiae,Vol. 72, Beiträge zur Astronomiegeschichte, Bd. 16, 2024, S. 11–16.

als Herausgeber
- Briefe des Naturwissenschaftlers Christoph Scheiner SJ an Erzherzog Leopold V. von Österreich-Tirol 1620–1632 (= Veröffentlichungen der Universität Innsbruck. Band 207). Publikationsstelle der Universität Innsbruck, Innsbruck 1995, ISBN 3-901249-21-4.
- mit Lav Subaric: Christoph Scheiners „Sol ellipticus“ (= Veröffentlichungen der Universität Innsbruck. Band 226). Universität Innsbruck 1998, ISBN 3-901249-39-7.

weitere Beiträge
- Franz Daxecker verfasste zudem zahlreiche Artikel für das Biographisch-Bibliographische Kirchenlexikon (BBKL)